# 寧陝県
寧陝県（ねいせん-けん）は中華人民共和国陝西省安康市に位置する県。

## 行政区画
- 鎮:城関鎮、四畝地鎮、江口鎮、広貨街鎮、竜王鎮、筒車湾鎮、金川鎮、皇冠鎮、太山廟鎮、梅子鎮、新場鎮